# Филипополска голяма базилика
Да не се бърка за Малка базилика, Пловдив.
Епископската базилика на Филипопол, наричана още Голяма базилика, e раннохристиянски храм в Пловдив.
Датира от средата на IV в.сл.Хр., като е функционирала в периода IV – VI в., когато вероятно е била епископската катедрала на града. Тя е най-големият раннохристиянски храм, открит на територията на България и един от най-големите на Балканския полуостров. Базиликата е с впечатляваща архитектура - централен и два странични кораба, апсида, нартекс (преддверие) и атриум (открит двор) с колонади. В централния кораб се издигал украсен с мрамор презвитериум (платформа за епископа и духовенството). Намира се в непосредствена близост до съвременната католическа църква „Свети Лудвиг“, на пешеходно разстояние от Римски античен форум, църквата „Света Петка“ и Малката базилика.

## Местоположение
Епископската базилика се намира в централната част на Пловдив, непосредствено до бул. „Княгиня Мария Луиза“ и католическата катедрала „Свети Лудвиг“.

## Характеристики
Епископската базилика на Филипопол е построена през IV век сл.Хр. върху по-стара сграда със сходни размери, а вероятно и функции. Тя е разрушена в средата на VI век по неизяснени причини, вероятно земетресение.
Базиликата има изключително големи размери. На дължина е 86,33 м, а ширината ѝ възлиза на 38,50 м. Епископската базилика е трикорабна, с апсида в източния край на централния кораб. Корабите са разделени от 14 подпорни колони, които са изградени в следния ред: две мраморни и една зидана. В западната част на обекта е имало атрий с колонада от трите страни.
Предполага се, че базиликата е била епископска, за което се съди от сравнително големите размери на сградата, богатата украса с мозайки, както и специфичната форма на олтарната част. Сградата е проучена до ниво на оцелелите мозаични подове. Напълно разкрити са трите кораба на базиликата, като двата мозаечни пласта са експонирани на две нива. Първият и част от вория пласт са показани на долното ниво на оригиналното си място, а другата част от втория и най-горен слои е на горното ниво пак на оригиналните си места.
Мозайките, с които е бил покрит пода на базиликата, са едни от най-интересните находки от проучването на обекта. Те заемат площ от близо 2000 кв. м и имат интересни мотиви. Изпълнени са с различни цветове и форми, а на много места присъстват изображения на птици. Мозайката в централния корад е най-ранна спрямо северния и южня кораб, което се дължи и на периода, в който са правени. Централния кораб е най-ранно положен и там се вижда западното влиание с монохромните едри форми, докато другите два са по-късни и там вече влиза източното влиание, с множество орнаменти и цветове. Между мозайките в трите кораба се забелязва разлика по отношение на композиция и мотиви и в последния втори слой, което дава основание да се предполага, че те най-вероятно са изработени от различни майстори.
- Фрагменти от мозайките в базиликата

## История
Открита при разкопките монета на император Лициний (308-324) дава основание на хипотезата, че базиликата е сред първите, построени в Римската империя след легализирането на християнството през 313 г. Размерите, украсата и централното разположение на църквата в близост до форума на античния град свидетелстват за голямата и влиятелна християнска общност във Филипопол.
Вътрешността й била украсена с колони с капители с християнски символи, стенописи и пищни мозаечни подове. Мозайките са и най-добре запазената част от сградата. Правени са на три етапа, образуват два пласта и имат обща площ от 2000 кв.м.
Църквата била сърцето на християнския живот в града между IV и VI в. преди да бъде разрушена и изоставена, може би в резултат на силно земетресение.
Базиликата е построена върху развалините на антична сграда, вероятно от I в.сл.Хр. След изоставянето на църквата, през Х-ХII в. на мястото се появява голям християнски некропол с гробищна църква, украсена с изящни стенописи.
Епископската базилика на античния Филипопол заема централно място и в съвременен Пловдив. Тя е в близост до централния площад и католическата катедрала „Св. Лудвиг“ - един вечен пример за приемствеността на духовните идеи, които се предават от поколение на поколение през вековете.

## Орнитофаунистичен анализ на мозайките
През 2018 г. проф. Златозар Боев публикува подробно проучване върху изображенията на птици от мозайките в базиликата  Според него екзотичните птици от мозайките не са представени в съвременната българска фауна. Сред тях са султанка, египетска гъска, голям александров папагал, шлемоглава токачка, абисинска неразделка, африкански зелен гълъб и шпорокрила гъска. Тези екзотични видове птици съставляват 1/3 от всички установени видове (вкл. и одомашнените форми като индийски паун и домашна кокошка) сред мозайките на този забележителен паметник на древното изкуство.
Седем от общо 20 разпознати в мозайките вида птици днес са с екзотично разпространение, главно в Северна и Субсахарска Африка. Тези птици имат характерна окраска на оперението си (и специфичен диагностичен хабитус) и безспорно доказват древните контакти на римляните далеч на юг отвъд широко приетите граници на Римската империя. Всички екзотични птици (с изключение на домашните пауни) днес са разпространени в Източна Африка в Етиопия, Еритрея и Южен Судан. Този регион остава отвъд най-югоизточните граници на Римската империя дори и по времето на най-голямото ѝ разрастване (през 117 г.) и се намира на около 1000 километра от някогашните най-южни предели на римските земи на изток. Понастоящем всички споменати видове, освен токачката и султанката, имат отвъд-сахарско разпространение.
Всички тези екзотични за България птици от африкански (етиопски) произход не могат да бъдат изобразени без пряко наблюдение на живи индивиди. Това означава, че живите индивиди от седемте екзотични вида птици са били доставени в древния Филипопол, където са били изобразени като основни декоративни елементи на подовата мозаечна украса на Епископската базилика. Наличието на подобни изображения потвърждава древните трансахарски римско-„етиопски“ контакти.

## Проучване и реставрация
На 26 септември 2014 г. е представен проект за реставриране, експониране и популяризиране на останките от Епископската базилика на Филипопол. Той цели да превърне културно-историческия обект в музеен комплекс от съвременен тип, който обединява традиционни експозиционни техники с иновативни технологични решения като добавена и виртуална реалност, интерактивни игри в детските зони и мозаечно студио. Стойността на проекта към момента възлиза на 15 млн. лева, като инвестицията се поема от Община Пловдив и Фондация Америка за България. Проектът е започнат по времето, когато кмет на град Пловдив беше инж. Иван Тотев и ще бъде открит при настоящия градоначалник Здравко Димитров. Очаква се реализацията на начинанието да приключи в началото на 2021 г., когато уникалните мозайки, с обща площ от 2 000 кв.м., ще могат да бъдат представени на посетителите. В проекта е предвидена сграда, тип защитно покритие, на две нива, които ще позволят експонирането на двата пласта с мозайка - на ниво при булеварда той ще бъде показан „ин сито“, т.е. на място, а на ниво две ще бъде изложен горният, втори пласт с мозайка.
Проектът за консервация, реставрация, експониране и изграждане на защитно покритие е едно от най-важните начинания за Община Пловдив и за града, който 2019 г. беше Европейска столица на културата. За осъществяването на проекта Общината има подписани споразумения с Министерството на културата и Фондация „Америка за България“. Обществената подкрепа за връщането на Епископската базилика на Филипопол обратно към живот е не само от страна на държавните институции, но и на български и чуждестранни граждани. В археологическото проучване през 2016 и 2017 г. участваха над 450 доброволци. Сред тях бяха ученици и адвокати, журналисти и инженери, архитекти и строители, туристически гидове и хора от неправителствения сектор, прокурори и съдии, класически музиканти и писатели, представители на дипломатическата общност в България.
Ръководители на процеса по проучване и реставриране на обекта са доц. Елена Кантарева-Дечева, Ръководител реставрационен екип, Елена Кесякова, Ръководител археологичен екип (1982 – 1986, 2014), Жени Танкова, Ръководител архологичен екип (2015 – 2019). Участват още доц. д-р Костадин Кисьов, Директор, Регионален археологически музей - Пловдив, Райна Дечева-Учкунова, Заместник-ръководител реставрационен екип, ac. Николай Шаранков, Епиграф, Софийски университет „Св. Климент Охридски“, д-р Станислав Станев, Специалист литургично планиране, Институт за изследване на изкуствата БАН.
- Базиликата на Филипопол след реставрация

## Галерия
- Базиликата на Филипопол